# Dendrobium pardalinum
Dendrobium pardalinum är en orkidéart som beskrevs av Heinrich Gustav Reichenbach. Dendrobium pardalinum ingår i släktet Dendrobium, och familjen orkidéer. Inga underarter finns listade i Catalogue of Life.